# 禅居庵
禅居庵（ぜんきょあん）は、京都府京都市東山区小松町146にある臨済宗建仁寺派の寺院。大本山建仁寺の塔頭。本尊は聖観音菩薩。秘仏の摩利支天を祀る寺として知られている。海北友松筆の襖絵12面は重要文化財であり、京都国立博物館に寄託されている。

## 歴史

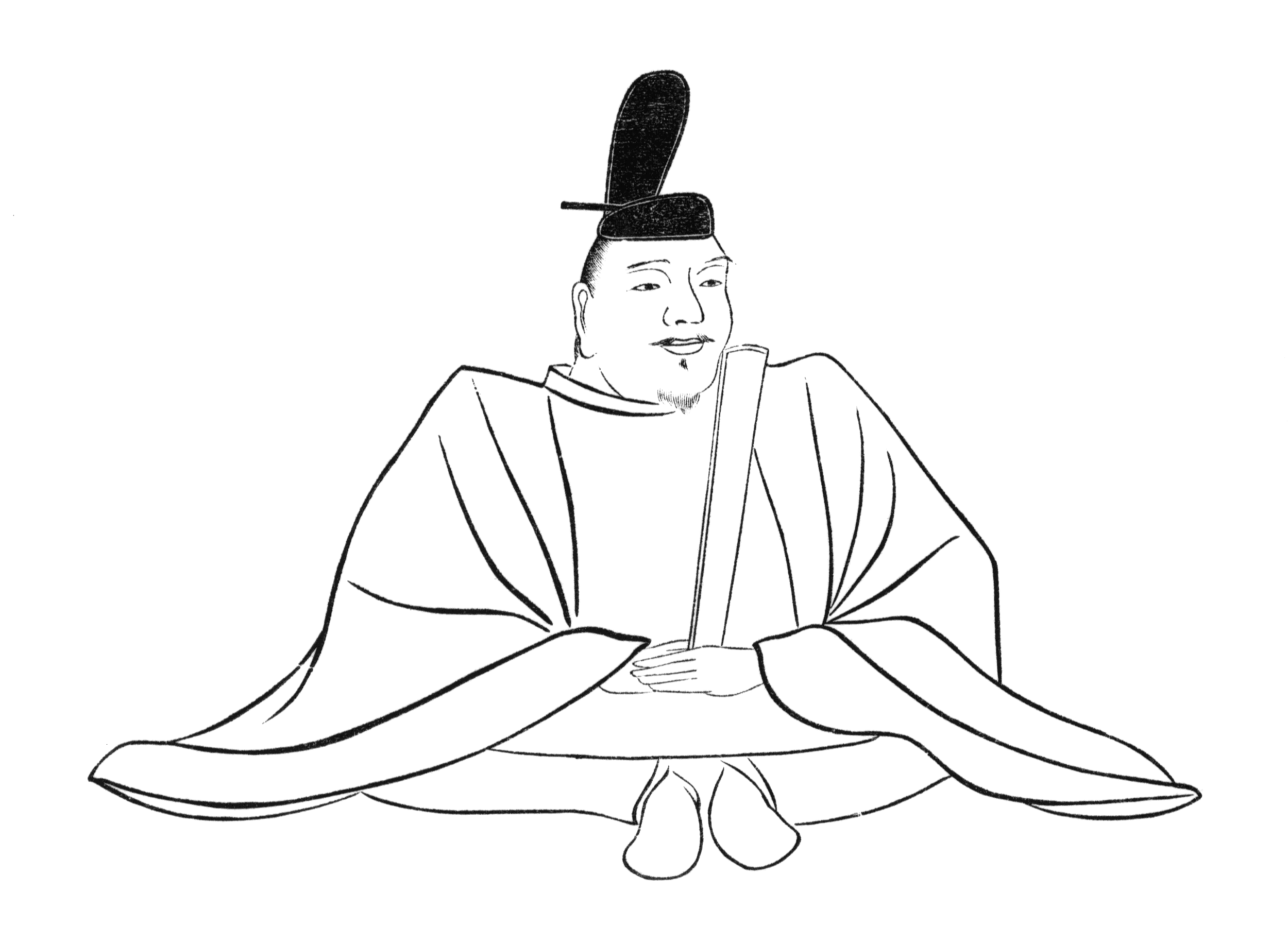
小笠原貞宗

元弘年間（1331年～1333年）、信濃守護の小笠原貞宗が、自身が帰依している南禅寺住持の清拙正澄（大鑑禅師）のために、建仁寺の塔頭として創建した。本尊は聖観音菩薩であるが、他にも清拙正澄が鎌倉時代末期に来日する際に元で自らが作ったとされる摩利支天を祀る摩利支天堂がある。
天文年間（1532年～1555年）の兵火で焼失するが、天文16年（1547年）に織田信秀によって再建された。江戸時代の元禄年間（1688年～1704年）、享保年間（1716年～1736年）、安政年間（1855年～1860年）に整備や改修がなされている。
1875年（明治8年）には小屋組みの改修が行われた。1921年（大正10年）8月8日、海北友松筆の襖絵12面が重要文化財に指定された。1995年（平成7年）には屋根の改修が行われた。

## 境内

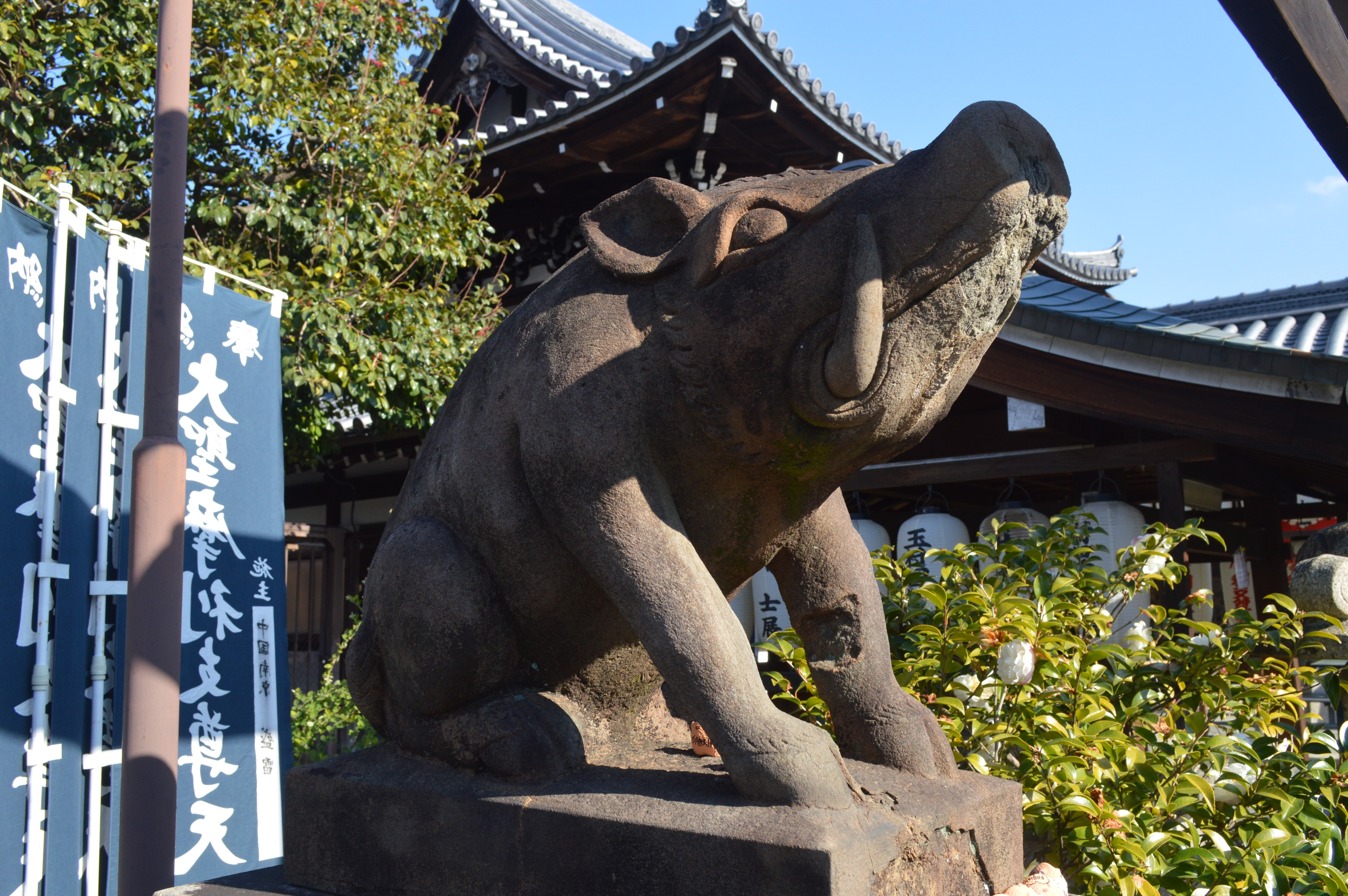
狛猪

建物としては摩利支尊天堂のみ一般公開されている。境内には狛猪を始めとして数多くの猪の像や彫刻があり、摩利支天像が猪に乗っていることに由来している。境内の西には京都ゑびす神社がある。

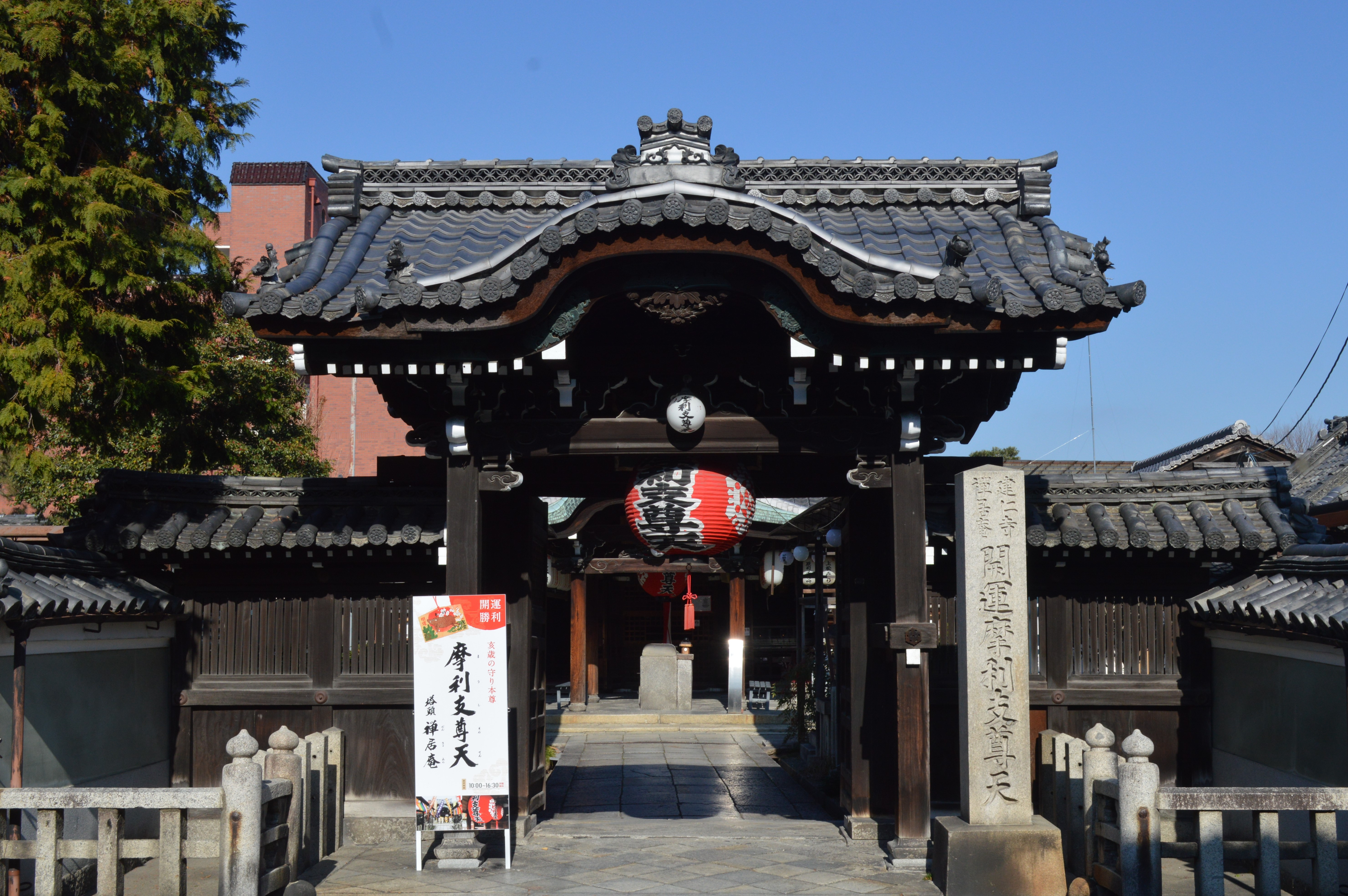
山門
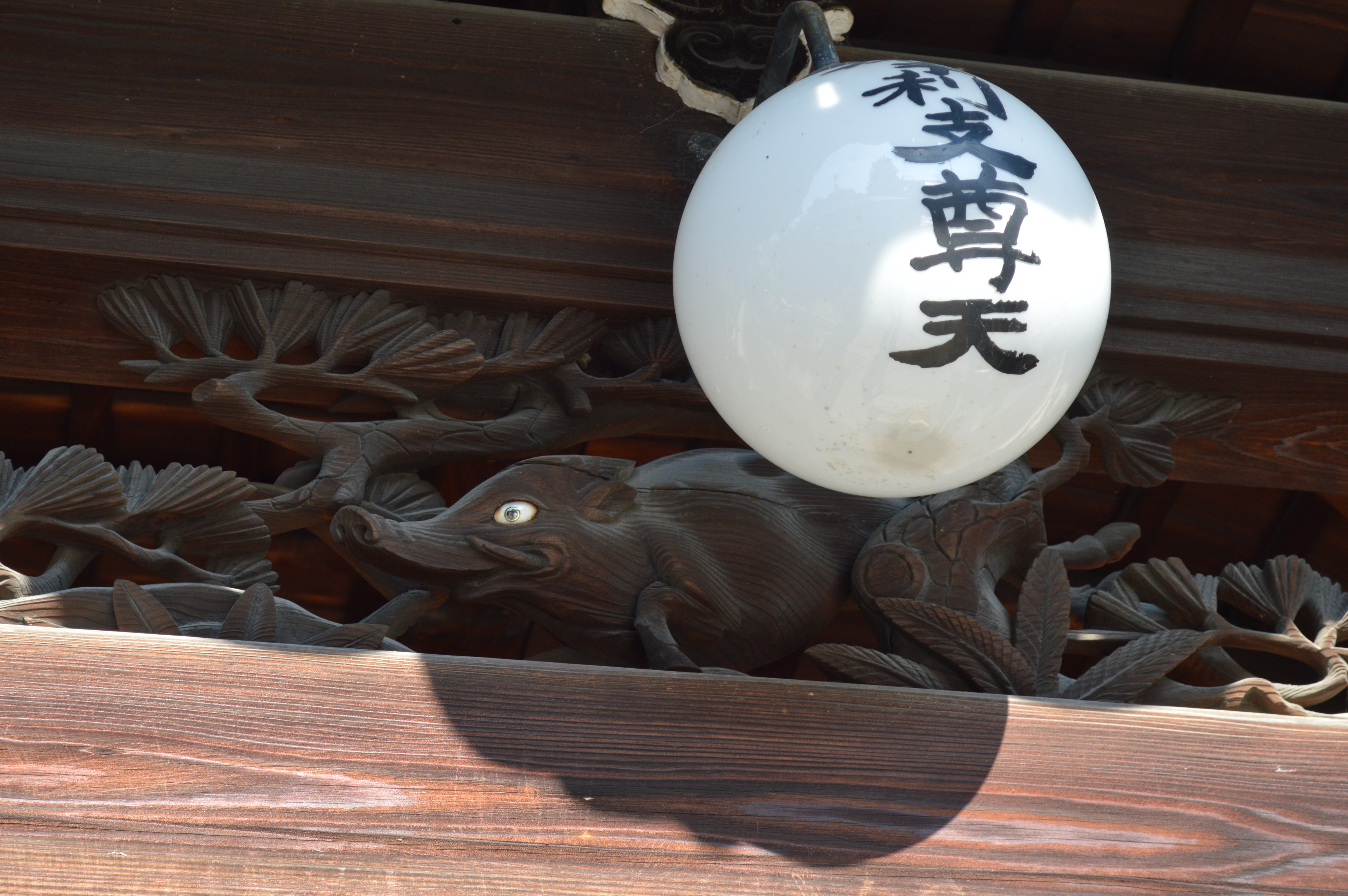
猪の彫刻
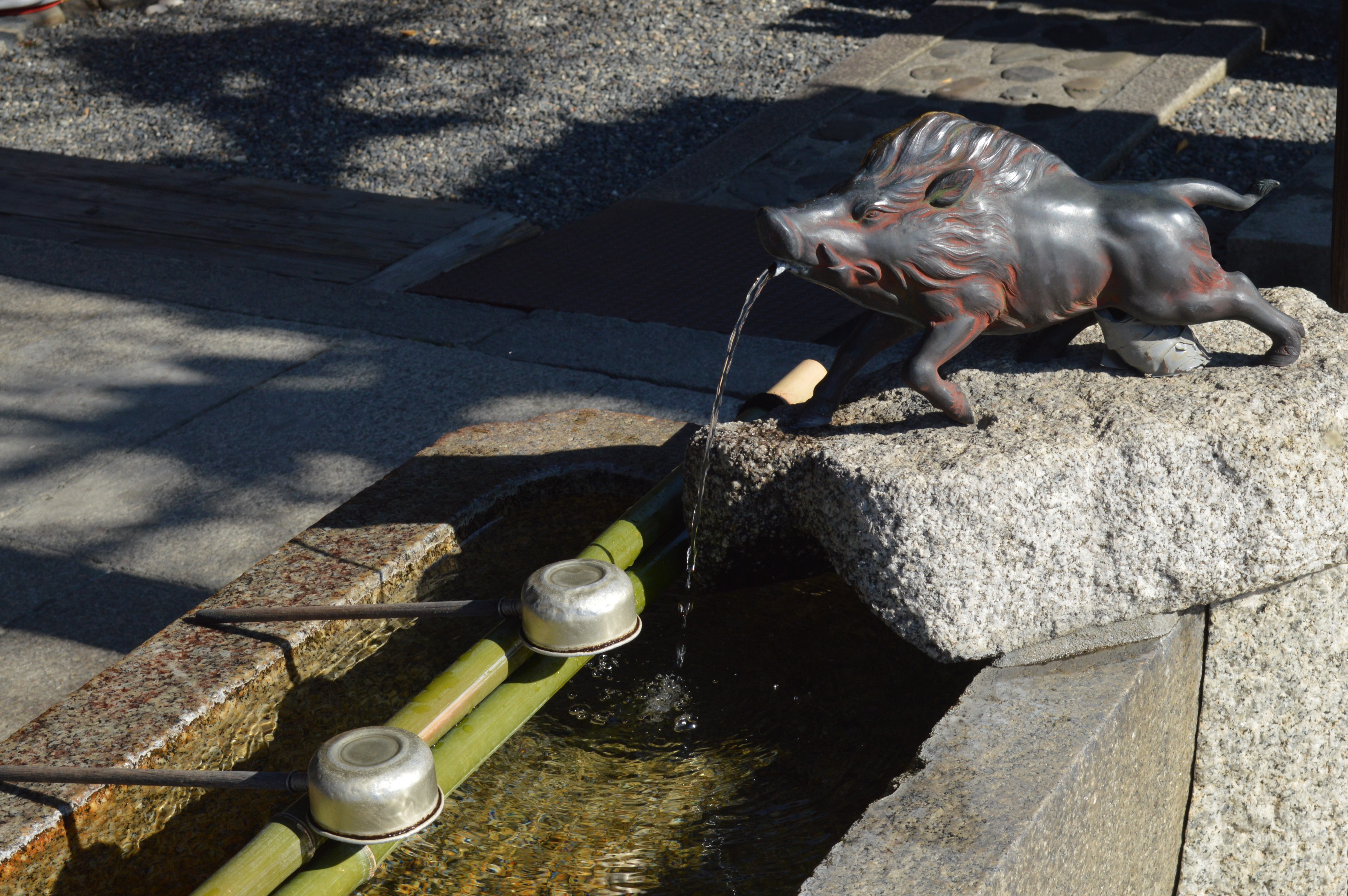
猪の手水舎

- 仏殿
- 庭園
- 書院
- 客殿
- 摩利支天堂
- 小松地蔵尊
- 荒熊大権現
- 三光威徳天
- 亥堂
- 山門

- 山門
- 猪の彫刻
- 猪の手水舎

## 文化財

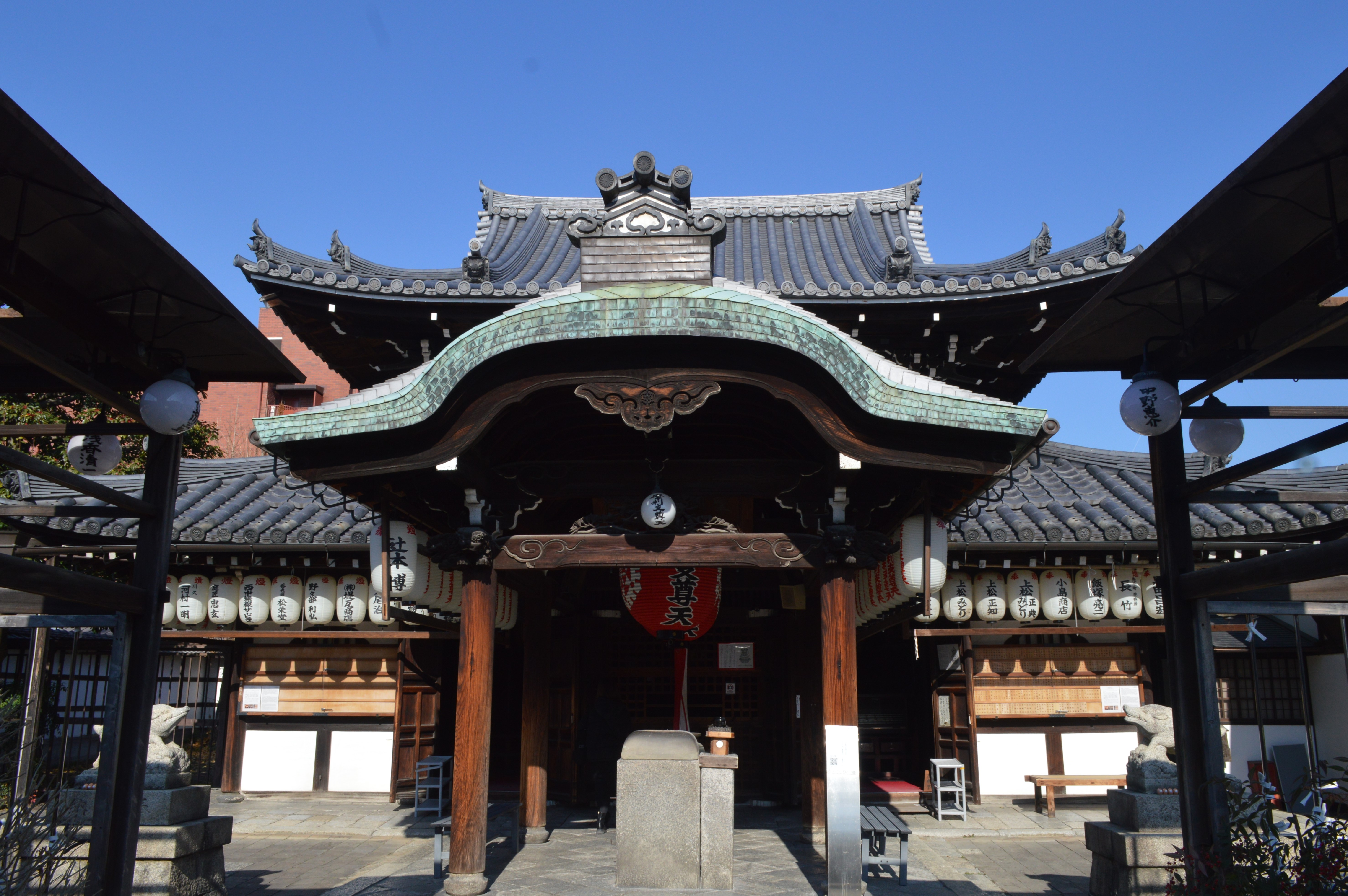
摩利支天堂

### 重要文化財
- 「紙本墨画松竹梅図」 - 安土桃山時代。海北友松筆。

### 京都府指定文化財
- 摩利支天堂 - 天文16年（1547年）再建[2]。
- 「紙本著色総持正傑像」